# Демидово (Косинский район)
Демидово — деревня в Косинском районе Пермского края. Входит в состав Левичанского сельского поселения. Располагается юго-восточнее районного центра, села Коса. Расстояние до районного центра составляет 48 км. По данным Всероссийской переписи населения 2010 года, в деревне проживал 21 человек (12 мужчин и 9 женщин).

## История
До Октябрьской революции населённый пункт Демидово входил в состав Чураковской волости, а в 1927 году — в состав Чураковского сельсовета. По данным переписи населения 1926 года, в деревне насчитывалось 20 хозяйств, проживало 134 человека (66 мужчин и 68 женщин). Преобладающая национальность — коми-пермяки.
По данным на 1 июля 1963 года, в деревне проживал 161 человек. Населённый пункт входил в состав Чураковского сельсовета.